# هنري لي هيغينسون
هنري لي هيغينسون (بالإنجليزية: Henry Lee Higginson)‏ هو شخصية أعمال أمريكي، ولد في 18 نوفمبر 1834، وتوفي في 14 نوفمبر 1919.
يُعرف عنه أنه مؤسس أوركسترا بوسطن وأحد رعاة جامعة هارفارد.

## سيرة ذاتية

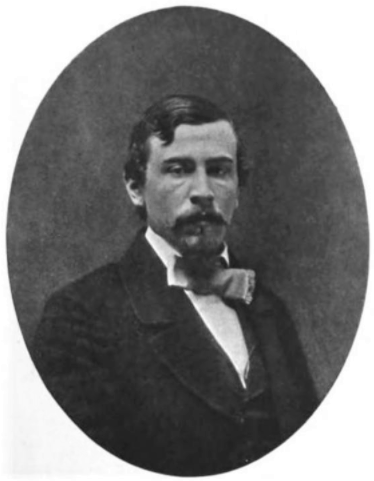
صورة لهنري لي هيجينسون (1834-1919) في عام 1856 من سجل نيو إنجلاند للتاريخ والأنساب

ولد هنري لي هيغينسون في نيويورك سيتي في الثامن عشر من نوفمبر لسنة 1834، وكان الطفل الثاني لجورج هيغينسون وماري كابوت لي. عندما كان في الرابعة من عمره، انتقلت عائلته إلى بوسطن. وفي سن مبكرة أسس مع آخرين مكتب صرافة. ماتت والدته بسبب مرض السل الذي عانت منه لفترة، وذلك عندما كان هنري في الخامسة عشر. تخرج هنري من مدرسة بوسطن اللاتينية في سنة 1851، وقد تعرض في تلك الفترة إلى مشاكل في النظر وانسحب من المدرسة لمرتين قبل التخرج. ثم ذهب إلى الدراسة في كلية هارفارد، لكنه خرج منها بعد أربع أشهر بسبب تعرضه مرة أخرى لمشاكل في الرؤية. بعد ذلك، سافر إلى أوروبا. وعند عودته إلى بوسطن في 1855، أمَّن له والده عملاً كمحاسب لشركة تجارية. التحق هنري هيغينسون بالجيش الاتحادي في مايو 1861. بعد الحرب، عمل في شركة باكاي للبترول (Buckeye Oil Company) في أوهايو منذ يناير وحتى يوليو 1865.